# تورنکریک تاونشیپ، شهرستان ویتلی، ایندیانا
تورنکریک تاونشیپ (به انگلیسی: Thorncreek Township) یک منطقهٔ مسکونی در ایالات متحده آمریکا است که در شهرستان ویتلی، ایندیانا واقع شده‌است. تورنکریک تاونشیپ ۴٬۱۶۶ نفر جمعیت دارد و ۲۶۷ متر بالاتر از سطح دریا واقع شده‌است.